# Gora Pinegina
Gora Pinegina är ett berg i Antarktis. Det ligger i Östantarktis. Norge gör anspråk på området. Toppen på Gora Pinegina är 2 595 meter över havet.
Terrängen runt Gora Pinegina är varierad. Trakten är obefolkad. Det finns inga samhällen i närheten.